# هيستوري أوف ليبيا
هيستوري أوف ليبيا (بالإنجليزية: History Of Libya)‏ أو تاريخ ليبيا، هي مجلة ورقية ليبية شهرية تختص في الثقافة والتاريخ الليبي، صدرت للمرة الأولى في سبتمبر 2015، وتوقفت عن الصدور ورقيًا في يناير 2016، فيما استمرت في الصدور رقميًا.